# Špedicija
Špedicija (latinski expedire, otpremiti) je gospodarska djelatnost koja se bavi organizacijom otpreme i dopreme robe te provozom robe kroz neku zemlju i ostalim poslovima koji su s tim u vezi.
Špediter se još može definirati i kao gospodarstvenik, pravna ili fizička osoba koja se isključivo i u obliku stalnog zanimanja bavi organizacijom otpreme, dopreme i provoza robe svojih nalogodavatelja pomoću prijevoznika, te drugim poslovima koji su u vezi s otpremom, dopremom i provozom robe. Nadalje, podšpediter je drugi špediter na kojega je glavni špediter prenio u cjelini izvršavanje špediterskog posla, dok je međušpediter drugi špediter na kojega je glavni špediter prenio realizaciju dijela špediterskog posla.
Špediciju kao aktivnost možemo opisati kao skup specifičnih funkcija, poslova, operacija, vještina i pravila koja djelotvorno omogućuju otpremu, dopremu i provoz materijalnih dobara svim prijevoznim sredstvima, svim prijevoznim putovima, u konvencionalnom, kombiniranom i multimodalnom transportu. Međunarodna špedicija se odnosi na skup specifičnih funkcija, poslova, operacija i pravila koja djelotvorno omogućuju otpremu robe iz vlastite u strane države, dopreme robe iz stranih u vlastitu državu i provoz robe između stranih država preko vlastite države.
Poslove koje špediter obavlja u sklopu svoje djelatnosti dijele se u dvije skupine.
Prva skupina su osnovni špediterski poslovi, a oni su:
1. stručni savjeti i sudjelovanje u pregovorima radi sklapanja ugovora o međunarodnoj kupoprodaji;
2. instradacija;
3. doziv robe;
4. sklapanje ugovora o prijevozu robe na klasičan način - uporaba prijevoznog sredstva jedne prometne grane;
5. sklapanje ugovora o multimodalnom transportu robe i organiziranje transporta "od vrata do vrata"
6. prihvat robe radi otpreme;
7. otprema, doprema i provoz robe u užem smislu;
8. sklapanje ugovora o ukrcaju, iskrcaju i prekrcaju robe;
9. sklapanje ugovora o transportnom osiguranju;
10. sklapanje ugovora o skladištenju i skladištenje robe;
11. ispostavljanje i pribavljanje prijevoznih i drugih dokumenata;
12. obavljanje poslova u vezi s carinjenjem robe;
13. kontrola ispravnosti dokumenata i obračuna vozarine, carine i drugih pristojbi i troškova;
14. informiranje nalogodavatelja.

Druga skupina su specijalni poslovi, koje špediter obavlja povremeno, odnosno samo u posebnim prilikama kada pomoću njih kompletira paket svojih usluga:
1. sklapanje ugovora o pakiranju i signiranju, te obavljanje tih poslova;
2. sklapanje ugovora o vaganju i sortiranju, te obavljanje tih poslova;
3. izdavanje jamčevnih pisama;
4. izdavanje špediterskih potvrda i drugih FIATA dokumenata;
5. uzorkovanje robe;
6. zastupanje nalogodavatelja u regresnom postupku prema trećim osobama;
7. zastupanje nalogodavatelja u slučaju zajedničke havarije;
8. ugovrna kontrola kvalitete i kvantitete robe u međunarodnom prometu;
9. hranjenje i pojenje živih životinja;
10. doleđivanje robe;
11. sajamski poslovi;
12. leasing poslovi;
13. međunarodni pomorski prometno-agencijski poslovi;
14. kreditiranje nalogodavatelja;
15. otprema, doprema i provoz zbirnog prometa;
16. drugi propisani ili uobičajeni poslovi u vezi s otpremom, dopremom i provozom robe.

## Vanjske poveznice
- Otpremništvo Hrvatska tehnička enciklopedija, portal hrvatske tehničke baštine. LZMK